# Wallfahrtskapelle Jonental

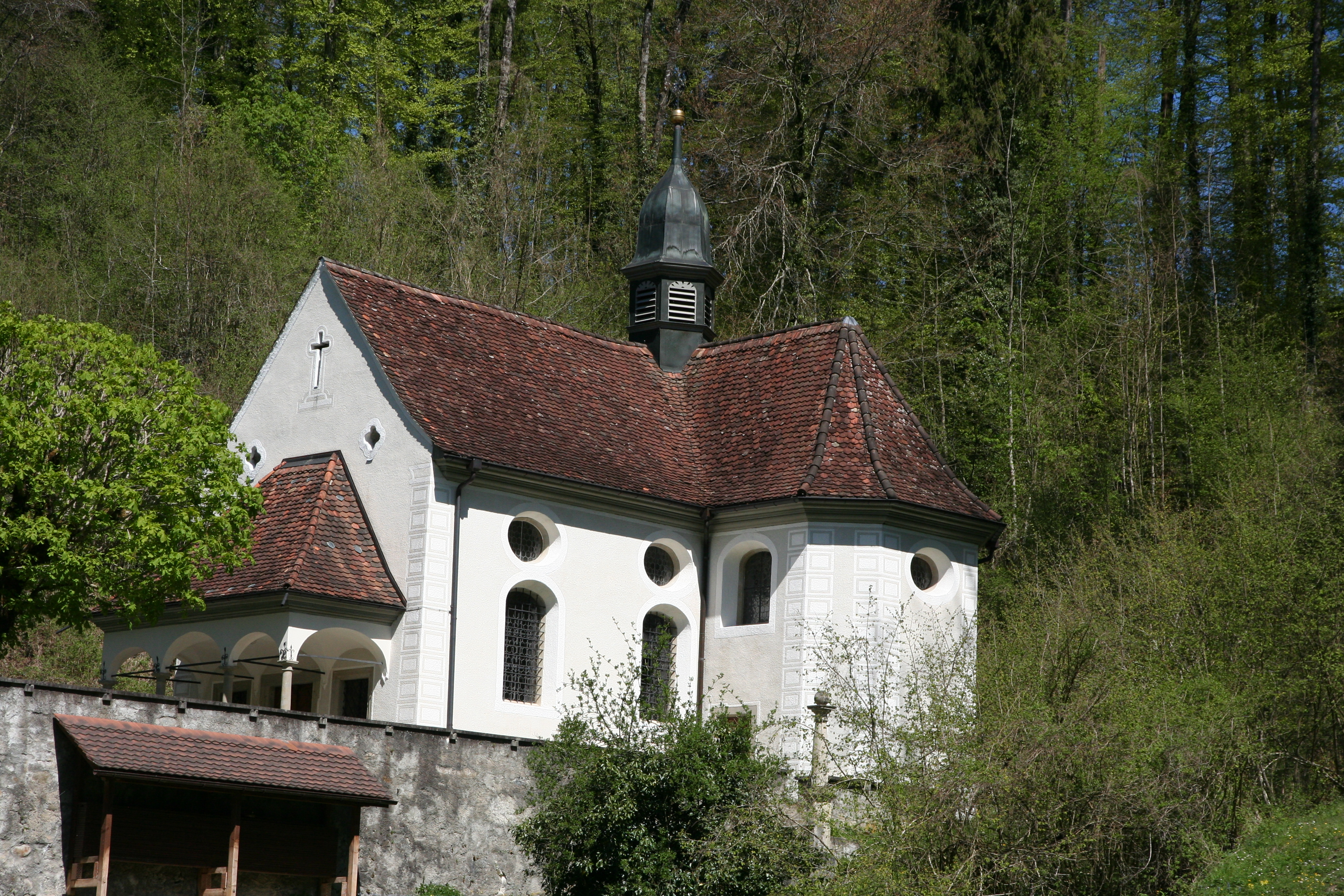
Wallfahrtskapelle Jonental

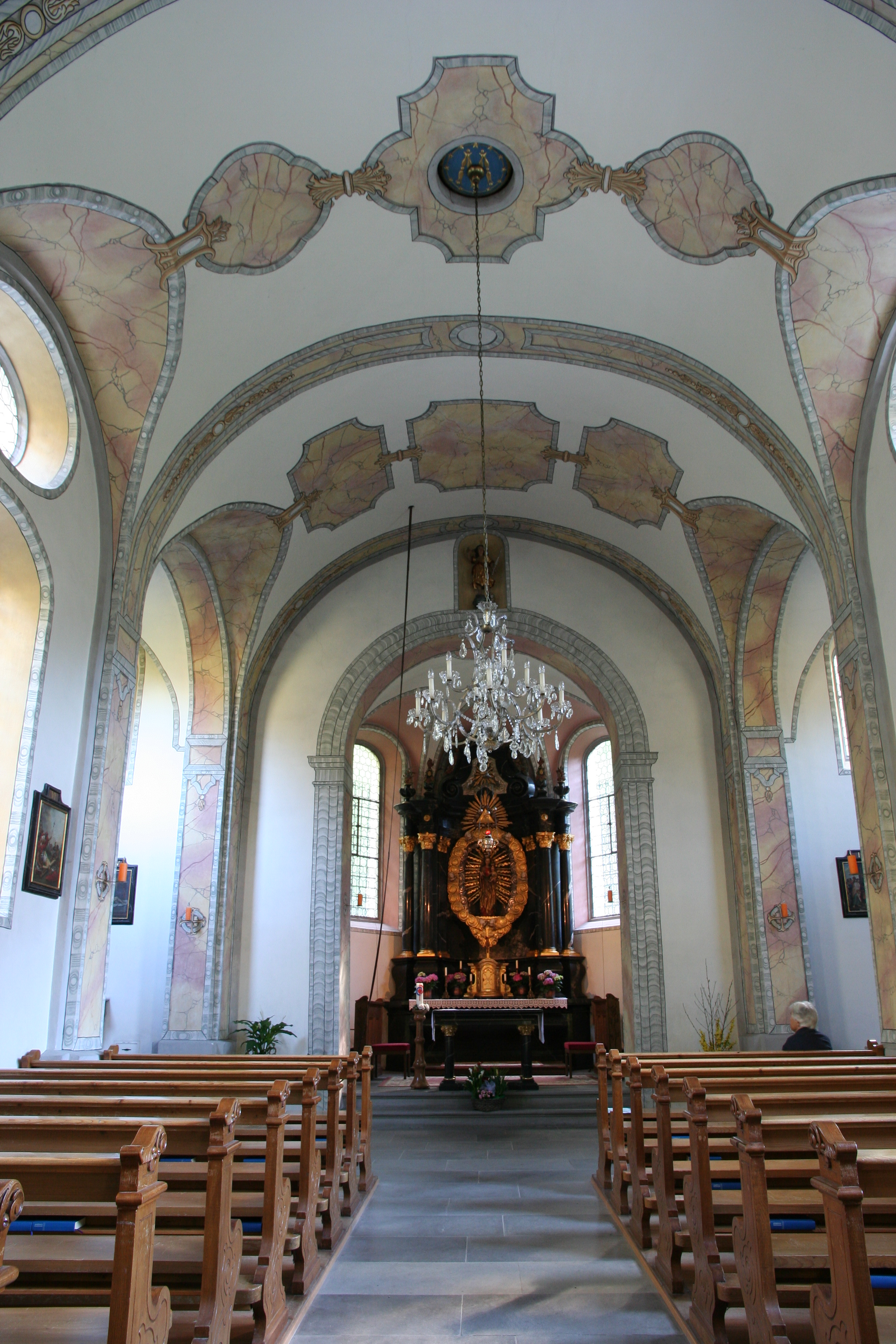
Innenansicht

Die Wallfahrtskapelle Jonental liegt im Jonental östlich von Jonen in der Schweiz. Die in einer Waldlichtung gelegene, denkmalgeschützte Kapelle gilt als bedeutendster Marienwallfahrtsort im Kanton Aargau.

## Entstehungs- und Baugeschichte
Eine erste Kapelle im Jonental wurde wahrscheinlich schon im 14. Jahrhundert errichtet. Erstmals urkundlich erwähnt wurde die Kapelle im Jahr 1521. Hundert Jahre später weihte Johann Anton Tritt, Weihbischof in Konstanz, einen Neubau ein. Während des Ersten Villmergerkriegs im Jahr 1656 drangen die Zürcher in die Kapelle ein und zerstörten die Altarbilder. Die Stadt Bremgarten, welche die niedere Gerichtsbarkeit über das Kelleramt besass, beschloss 1734, die Kapelle zu erneuern. Der Bauauftrag ging an den Luzerner Werkmeister Hans Georg Urban. Die Bauarbeiten dauerten bis 1737 und kosteten rund 22'000 Gulden. 1742 erfolgte die Einweihung. 1788 wurde der Hochaltar restauriert und das Gnadenbild neu gefasst. 1845 malte Johann Füglistaller aus Jonen neue Seitenaltarbilder. 1888 erhielt die Kapelle einen neuen Boden sowie eine neue Bestuhlung. Gleichzeitig erfolgte eine privat bezahlte Innenrenovation sowie eine durch die Gemeinde Jonen finanzierte Aussenrenovation. Hierbei wurden die ursprünglichen Gemälde der Seitenaltäre durch neue ersetzt. Der morsch gewordene Dachreiter musste 1921 abgebrochen und ersetzt werden. 1928 bis 1929 wurden die Altäre und der Stuckmarmor farbig bemalt und dem Gnadenbild ein Kruzifix sowie betende Engel hinzugesetzt. In den Gewölbeflächen brachte Kunstmaler Huber aus Pfäffikon SZ vier Bilder mit Motiven aus dem Marienleben an sowie an der Rückwand der Kirche eine Verkündigungsszene. In den Jahren 1963 bis 1964 wurden die Veränderungen von 1928 rückgängig gemacht, sodass heute die ursprüngliche dekorative Ausmalung wieder zu sehen ist. Auch die Seitenaltäre erhielten ihre Gemälde von 1845 wieder zurück. 1994 bis 1995 erfolgte eine erneute Innenrenovation unter denkmalpflegerischen Gesichtspunkten. 2005 wurde das Äussere instand gesetzt.

## Baubeschreibung

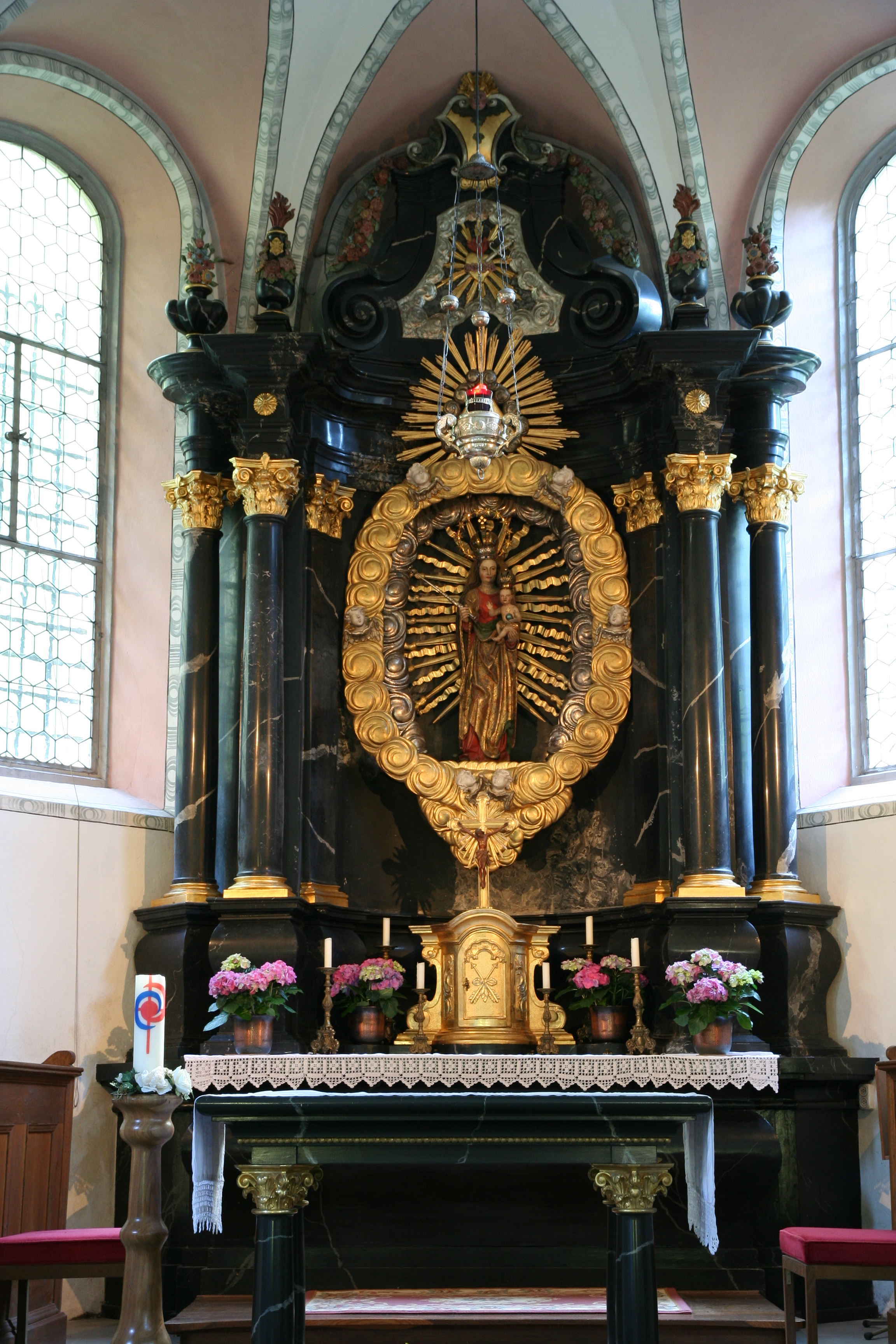
Der barocke Hochaltar

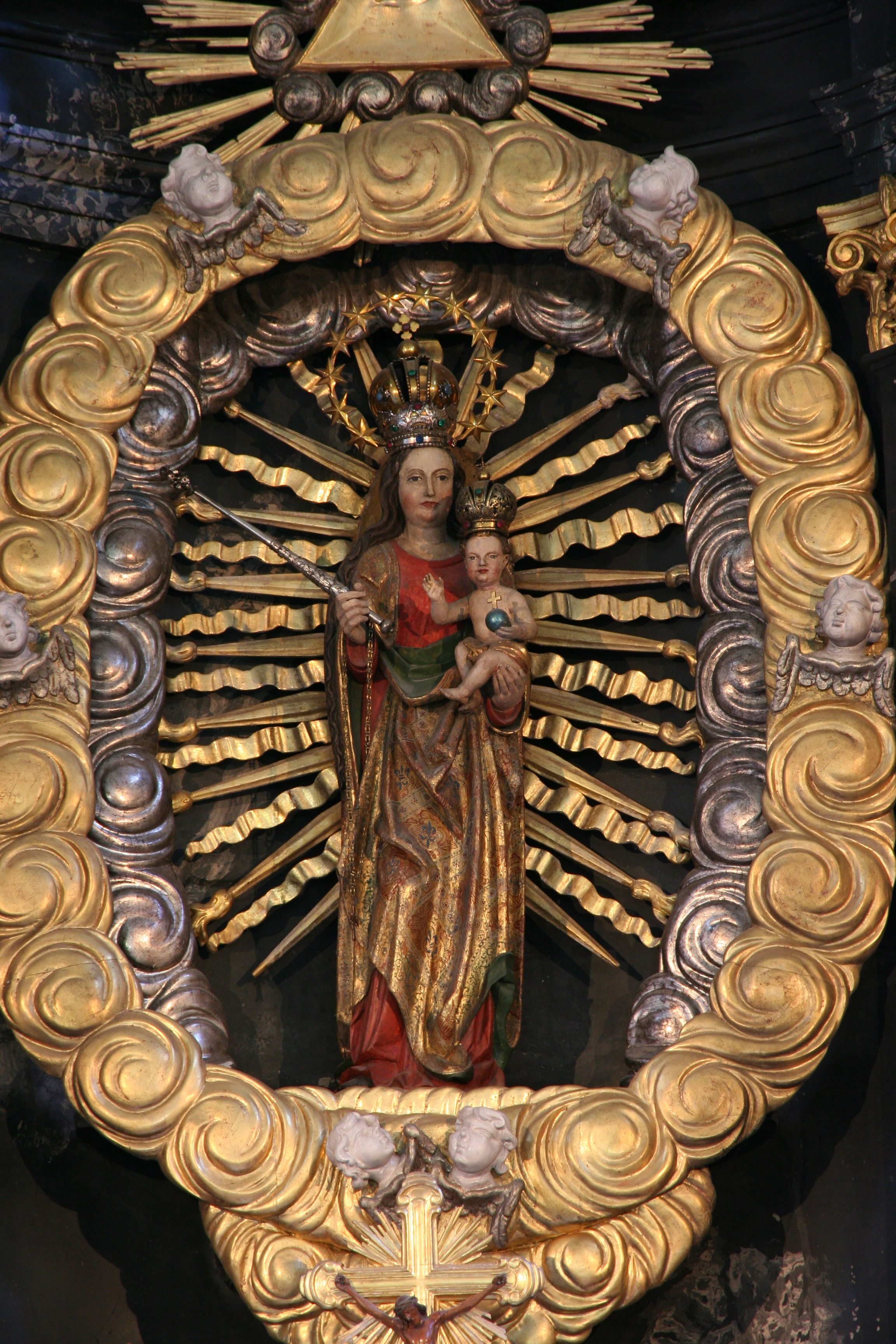
Das Gnadenbild

### Lage
Die Wallfahrtskapelle Jonental befindet sich zwei Kilometer östlich von Jonen in einer Waldlichtung im engen Jonental. Drei Wege führen von Jonen zur Wallfahrtskapelle. Da keine Strasse zur Waldlichtung führt, muss auf allen drei Wegen die letzte Strecke zu Fuss zurückgelegt werden. 

### Äusseres
Der kreuzförmige Bau erhebt sich über dem rechten Bachufer auf einer untermauerten Plattform, der eine Freitreppe vorgelagert ist. Westlich der Kapelle stehen der Pilgerbrunnen aus dem Jahr 1735 und das Sigristenhaus, das 1831 erbaut wurde. Der von einem steilen Satteldach bedeckte, von Ecklisenen und reich verziertem Kranzgesims eingefasste Baukörper wirkt von aussen zentralbauähnlich. Tatsächlich besitzt die geostete Kirche jedoch einen in der Region selten verwendeten Grundriss in Form des lateinischen Kreuzes und ist somit ein Longitudinalbau. Über dem Firstkreuz erhebt sich ein sechsseitiger Dachreiter. In seinem Innern befindet sich eine Glocke aus dem Jahr 1669, welche von Heinrich Füssli in Zürich gegossen wurde.

### Innenraum und künstlerische Ausstattung
Den Innenraum prägen Sgraffito-Malereien mit Régence-Motiven. Die drei spätbarocken Altäre sind konzentrisch angeordnet. Der Hochaltar zeigt das Gnadenbild der Muttergottes, welche von einem Strahlenkranz und einer doppelten Wolkenglorie umrahmt ist. Beim Gnadenbild handelt es sich um eine spätgotische Madonna, welche um das Jahr 1530 aus Lindenholz geschnitzt wurde. Ihre Fassung stammt aus der Barockzeit und imitiert Brokatstoffe. Über dem Gnadenbild sind das Auge Gottes und darüber das vom Schwert durchbohrte Herz Mariens angebracht. Der Tabernakel des Hochaltars stammt aus der Rokokozeit. Die beiden Seitenaltäre sind in ihrer Form an den Hochaltar angepasst. Die Altarblätter wurden um 1845 von Johann Füglistaller im Nazarenerstil erneuert. Der rechte Seitenaltar zeigt die Heilige Familie, der linke Seitenaltar stellt die Eltern der Gottesmutter dar, Joachim und Anna. Gezeigt wird die Szene, in der Anna ihre Tochter Maria unterweist. Über dem Chorbogen steht in einer Nische eine barocke Figur des Jesusknaben. Der Volksaltar stammt aus dem Jahr 1983.

## Entstehungslegenden
Zwei Legenden erzählen von der Entstehung der Kapelle im Jonental. 
Eine erste Legende berichtet von einem Hirten, dem im Schlaf die Muttergottes erschienen sei. Als der Hirte erwachte, habe er an seiner Seite das Gnadenbild der Gottesmutter entdeckt. Als jedoch nicht am eigentlichen Fundort im Jonental, sondern etwas oberhalb eine Kapelle für das Marienbild erbaut werden sollte, seien die Mauern mehrmals von unsichtbarer Hand ins Tobel geworfen worden. Ein Einsiedler habe schliesslich geraten, die Kapelle am Fundort des Marienbildes aufzubauen.
Eine zweite Legende erzählt, dass das Gnadenbild während der Reformation infolge des Bildersturms von den Zürchern in den Jonenbach geworfen worden und auf diese Weise im Aargauer Jonental angeschwemmt worden sei.